# 김영석 (1953년)
김영석(金榮錫, 1953년 3월 20일 ~ )은 대한민국의 외교 공무원 출신 정치인이다.

## 학력
- 1978년 : 서울대학교 외교학 학사
- 1987년 : 런던대학교 대학원 소련지역연구외교행정학과 사회과학 석사

## 경력
- 1978년 8월 : 제12회 외무고등고시 합격
- 1990년 2월 : 주 유고 대사관(현 주세르비아 대사관) 1등 서기관
- 1998년 3월 : 주 UN 참사관
- 2003년 4월 : 외교통상부 구주국 국장
- 2005년 2월 : 주 노르웨이 대사관 대사(아이슬란드 대사 겸임)
- 2009년 1월 : 외교통상부 명예퇴직
- 한나라당 당무위원
- 한나라당 외교통일위원회 수석전문위원
- 2010년 9월 : 주 이탈리아 대사관 대사
- 서울대학교 총동창회 관악회 이사